# قفل سلامة الطفل
قفل سلامة الطفل هو قفل خاص للخزائن والأدراج والزجاجات، وما إلى ذلك والذي تم تصميمه للمساعدة في منع الأطفال من الحصول على أي محتويات خطرة. فالأطفال الصغار فضوليون بطبيعتهم وبشأن محيطهم وسوف يقومون بالاستكشاف دائمًا، ولكن لأنهم قد لا يكونون على علم بالمواد أو المواقف الخطيرة، فإن النتائج يمكن أن تكون قاتلة. وقد حدثت حالات عديدة من التسمم بسبب تناول الأطفال الصغار لأقراص ذات ألوان زاهية أو تناولهم لمحاليل التنظيف.

## الحاويات

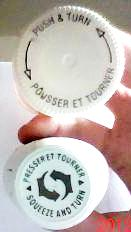
نوعين مختلفين من أغطية الأمان لحاويات الأدوية المقاومة للفتح وعبث الأطفال

في الولايات المتحدة، نصت القوانين منذ عام 1970 على استخدام وسائل أقفال لسلامة الأطفال لجميع الحاويات الخاصة بالأدوية، ومنتجات التنظيف المنزلية التي من المحتمل أن تكون خطرة. ويتم إنفاذ هذه القوانين من قِبل لجنة سلامة المنتجات والسلع الاستهلاكية. وآليات القفل هذه قد تأخذ أشكالاً عديدة، غير أن أكثرها شيوعًا هو التصميم الذي يتطلب عروة للضغط عليها بقوة حيث يكون الغطاء ملتويًا. حيث ان الزجاجة لا تحتاج إلى قوة هائلة وبراعة لفتحها، ولكن يتم التصميم عمدًا لتكون متعارضة مع الحدس والأطفال الذين قد يتناولون بتهور الأقراص ولن يتمكنوا من فك شفرة تعليمات الفتح. ويتم التنبيه بشدة على الآباء وأولياء الأمور للحفاظ على كل تلك الحاويات بعيدًا عن متناول الأطفال بأي وسيلة، حيث ليس هناك جهاز قفل مضمون. وأصبح من الشائع لدى الأسر وضع الأدوية والأقراص في خزائن مرتفعة (وأحيانًا مقفلة) لسلامة الأطفال. ولا تزال مواد التنظيف، بالرغم من ذلك، تُحفظ بشكل عام أسفل أحواض غسيل الأطباق، بما يجعل من السهل الوصول إليها.

## أبواب الخزائن
هناك نوع آخر من الأقفال وهو آلة أو جهاز غير مكلف يمكن تثبيته بسهولة في الأدراج أو الخزائن أو غيرها من الأشياء التي يمكن فتحها لمنع فتحها بسهولة. ويتألف هذا النوع من قضيب بلاستيكي قابل للانحناء مع خطاف حاد على أحد جانبيه ويتم وضعه داخل الدرج أو الخزينة. يمسك الخطاف بجزء من الدرج أو الباب ويمنع الفتح ما لم يتم ثني القضيب إلى الأسفل في الوقت نفسه لفك ارتباط الخطاف. وتُعد هذه الأجهزة مفيدة أيضًا لأصحاب الحيوانات الأليفة، إذ قد تكون القطة المنزلية العادية قادرة على فتح إحدى الخزائن المليئة بالأطعمة بمخالبها، ولكنها ستجد صعوبة في التعامل مع الخطاف. كما تتوفر أجهزة قفل كهرومغناطيسية للخزائن والتي يتم تنشيطها عن طريق التحكم عن بُعد.

## السيارات
يتم عمل أقفال سلامة الأطفال في الأبواب الخلفية لمعظم السيارات لمنع الركاب الجالسين في المقاعد الخلفية من فتح الأبواب أثناء السير وعندما تكون السيارة متوقفة؛ وتم تصميم المركبات بهذه الميزة منذ ثمانينيات القرن العشرين. وهي تتيح للسائق وسيلة بسيطة وآمنة لمنع الخروج من السيارة. وعلى الرغم من تسميتها باسم قفل سلامة الأطفال إلا أنها تتمتع بنفس القدر من الفعالية للركاب الكبار. ويعمل القفل عادة من خلال مفتاح صغير موجود على حافة الباب لا يمكن الوصول إليه إلا عندما يكون الباب مفتوحًا. وتنفذ بعض السيارات آليات للقفل كجهاز دوار يجب تشغيله بمفتاح مركبات، وهذا النظام يمنع الركاب «السارقين» من تعطيل القفل عند دخول المركبة. وفي كلا التصميمين لا يمكن الوصول للقفل تمامًا، لا سيما بالنسبة للراكب، عندما يكون الباب مغلقًا. وعندما يتم تشغيل القفل، يكون المقبض الداخلي عديم الجدوى. وعادة ما يتحرك المقبض الداخلي بحرية دون فتح الباب. في هذه الحالة لا يستطيع الراكب فتح الباب من الداخل ويكون مقفل بشكل فعال، ويمكن إخراج الراكب فقط من خلال قيام شخص ما خارج السيارة برفع المقبض الخارجي. ويمكن جعل أقفال الحماية من عبث الأطفال أكثر أمانًا بشكل كبير إذا تم قفلها بكلا البابين الخلفيين وكذلك تم قفل النوافذ، حيث تمنع الركاب من الخروج من الجانب الآخر أو إنزال النافذة للوصول إلى المقبض الخارجي.
علاوة على الآليات المذكورة أعلاه، هناك أيضًا أقفال للنوافذ الخاصة بالعديد من السيارات. وأقفال النوافذ هذه تمنع النوافذ الموجودة في البابين الخلفيين للسيارة من الفتح تمامًا. وتنفتح النوافذ فقط إلى حوالي ثلاثة أرباع مسارها. وتم تنفيذ هذه الأقفال خشية من سقوط الأطفال من النافذة.